# Sopor Aeternus & The Ensemble Of Shadows
A Sopor Aeternus & The Ensemble Of Shadows (magyarul: "Örök alvó", de a „Sopor” szó valójában azt jelenti, hogy „kábulat”) egy német együttes, melynek egyetlen tagja van: a transzszexuális Anna Varney-Cantodea. Holger és Varney alapították az együttest 1989-ben, de Holger 1991-ben kiszállt. Zenészei nevét külön feltünteti a lemezei hátoldalain, ők a The Ensemble Of Shadows. Ezek a zenészek folyton változnak. Dalai egyaránt szólnak a szomorúságról, a halálról, a vámpírokról, és az élet fájdalmáról, valamint visszatérő elem a spiritualitás. Koncertet sosem adott, és sosem fog, mely döntést az előadó maga hozta meg, azzal indokolva, hogy számára az éneklés intim dolog, így képtelen lenne emberek elé állni a dalaival. Több mint harminc éves pályafutása során zenéje sokat változott. Szokatlan zenéje, megjelenése és személyisége kultikus státuszba emelte őt az évtizedek során.

## Anna-Varney Cantodea
Az énekesnőről keveset tudni, leginkább csak azt, amit elmondott magáról, és azt amit a dalaiban elénekelt. Február 8-án született, ám máig vita tárgya, melyik évben. Személyes profilja szerint 1972-ben, de sok évszám szóba került már ezzel kapcsolatban. Nehéz gyermekkora volt, nem csak szülei, de iskolatársai is bántották. Emiatt depressziós lett. Hat éves korában egy mandulaműtét alatt volt egy testen kívüli élménye, ez olyan mély hatást gyakorolt rá, hogy több dalában is megemlítette. Édesanyjáról "mint a leggusztustalanabb dolog a világon" nyilatkozott egyik korai lemezén. Végül kibékültek, de a nő gyomorrákban meghalt 2010. június 22-én.
Személyisége önként elszigetelt és bonyolult. Karrierje elején elmondta, hogy csak magának készíti a zenéjét, és nem fog koncertezni emberek előtt. Vonzódik Edgar Allan Poe művei iránt, akinek több költeményét is megzenésítette. Támogatja az állati jogokat, az LGBTQ mozgalmakat és vegán, azaz nem fogyaszt állati származékot, és kerüli az azzal való érintkezést. Spirituális ember. Összerakta a Szaturnusz és Jupiter asztrológiai szimbólumát, hogy megalkothassa a JuSa-t, amit minden albumán feltüntet. Ezt 2019-ben kiegészítette egy flamingóval, de 2020-ra ismét a régi, eredeti szimbólumot használta.
Jó barátságban áll a pogány íróval Raven Digitalis-szel, valamint producerével, Alex Stormmal. Családi állapotáról sosem nyilatkozott, egy dalszövegében kitért arra, hogy biszexuális, viszont nem él házastársi vagy élettársi kapcsolatban senkivel.
Azt mondta egy interjúban, hogy azért kezdett el zenélni mert választania kellett az öngyilkosság vagy az életben maradás között, és ő az utóbbit választotta, azzal a kikötéssel, hogy soha többé nem megy emberek közé. Ez az évek során sokat változott.

## A Sopor Aeternus története
Az együttest Anna-Varney Cantodea, és Holger alapították 1989-ben, mint a Neue Deutsche todeskunst zenei projekt. A két fiatal a Frankfurti gótikus szórakozóhelyen a Negatívban találkozott. Anna és Holger eztán együtt dolgoztak, kevés pénzből hozták össze a demo kazettáikat, az Es reiten Die Toten To Schnellt, a Rufust, és a Till Time and Time Donet.  A három demó 1989 és 1992 között került felvételre, de csak az Es reien Die jelent meg. 1994-ben, Anna aláírt egy lemezszerződést az Apocalyptic Visionnél , hogy kiadja első albumát, az ... Ich Tote mich jedesmal aufs Neue, doch ich bin unsterblich, und ich wieder auf erstehe; a einer Vision des Untergangs ...-t. Az album dalai szóltak a kétségbeesésről és a vámpírokról is. Holger távozásának okáról, és arról, hogy hol van most, sosem kapott publicitást. 2018-ban Varney egy interjúban elmondta, hogy azóta nem beszéltek, és számára a férfi halott.

## Karrier
Sopor Aeternus második albuma, a Todeswunsch – Sous le soleil de Saturne volt, amelyben észrevehető volt a hirtelen irányváltás. Bár az album megtartotta a darkwave zene minőségét, az album eltávolodott az addig megszokottól a szintetizátorok, és a dobgépek eltűntek, helyette egy szerves és melankolikus megközelítést kapott, amely inkább a reneszánsz és a barokk stílusra emlékeztetett. Még ebben az évben megjelent a lemez társa, egy EP amely az Ehjeh Ascher Ehjeh címet kapta. Szintén ebben az évben kiadta az Apocalyptic Vision a Jekura – Deep The Eternal Foresta válogatáslemezt, melyen Anna 4 dala hallható, abból kettőt álnéven White Onyx Elephants néven jelentetett meg.
Harmadik albuma, The Inexperienced Spiral Traveller (Aus Dem Schoß Der Hölle Ward Geboren Die Totensonne) címmel 1997-ben jelent meg egy remix albummal, Voyager – The Jugglers Of Jusával együtt. Anna azt mondta, hogy „ezek a legrosszabb albumok amelyeket valaha feljegyzett”. Ez idő tájt megváltoztatta művésznevét Anna-Varney Cantodeára. A Varney név Thomas Presket Prest 'Varney, a vámpír, avagy a vértivornya' című könyvéből ered, a Cantodea latin nyelvű; magyarul énekesnőt, énekes istennőt jelent.
1999-ben dupla lemezt adott ki Dead Lovers' Sarabande címmel. A lemezt Rozz Williamsnek, a Christian Death együttes frontemberének emlékére készítette. A Dead Lovers' Sarabande történetében egyesülhetünk a névtelen főszereplő hiábavaló törekvéseinek, aki szeretné újra visszakapni halott szeretőjét. Ez volt az első lemeze amelyik megjelent bakeliten és CD-n is. Ezt a munkáját tartják a legjobbnak.
2000-ben kiadta karrierjének legszomorúbb, legbúsabb hangvételű lemezét a Songs From The Inverted Womb-ot. A lemezt egy bizonyos "Kicsi halott hat éves fiúnak" ajánlotta, és bár sokáig azt hitték a rajongók, hogy ez egy valóban elhunyt kisfiúnak szól, valójában önmagára utal, és arra, hogy hat évesen "tört el" benne valami. Ezen a lemezen hallható az a dal is amelyben édesanyját mint "leggusztustalanabb lény a földön" említi, valamint ezen a lemezen hallható a hírhedt "And Bringer of Sadness" című dal is amit az előadó szó szerint felsírt, és nem felénekelt. A lemezen hallható Edgar A. Poe "Eldorado" című verse megzenésítve és felénekelve. Ezt később újra feldolgozta a Poeticán. A lemezen hallható az előadó legszomorúbb és egyben leginkább költőien megírt dala a "Resumé" is amely máig vita tárgya a kritikusok körében, hogy a dal buzdítás e az öngyilkosságra, vagy sem. Ez volt az előadó utolsó szó szoros értelembe véve darkwave stílusú lemeze, és egyben a legszomorúbb, valamint az utolsó olyan lemeze amely osztatlan siker lett a rajongói körében, hisz későbbi munkái sok vitát szítottak még az őt kedvelők körében is.
Az előadó egy riportban elmondta, hogy számára ez a lemez olyan, mint egy hosszú temetés, végtelenül őszintén beszél a lemezen nehézségeiről, és sosem lenne képes újra meghallgatni.
Sok helyen tévesen 2001-es megjelenési adat van megadva a Songs From The Inverted Womb lemezhez. Érdekesség, hogy erre a lemezre lett felvéve a csak 2005-ben kiadott "The Goat" és "The Bells Have Stopped Ringing" dalok, de a kiadó és az előadó is egyet értett abban, hogy bár jó dalok, nem illenek a lemezre, így 5 évig kiadatlanok maradtak. Végül kislemezként megjelentek.
2002-ben tartott egy kis kitérőt, és Nenia C'alladhan álnéven kiadott egy azonos című lemezt Constance Fröhling énekesnővel közösen. A lemez kevésbé szólt a halálról, inkább egy tündérmese volt, amely elmesélt egy szerelmi történetet. A lemez később elfeledetté vált, amelynek az volt az oka, hogy Varney nem szerette, és csak egyszer, 2004-ben kapott a lemez egy újra kiadást, de a hivatalos webáruházakból már nem megvásárolható. A 2010-es évtized végére kevés ember tud a lemez létezéséről, köztük rajongók is akadnak, akik még sosem hallottak róla.
2003-ban elhagyta hazáját, hogy az Egyesült Királyságban, John A. Rivers stúdiójában vegye fel új lemezét az Es Reiten Die Toten So Schnell (Or: The Vampyre Sucking At His Own Vein)-t. A lemez első nyolc dala az azonos című demó kazetta dalainak újra felvett verziója volt. Ez volt a legsikeresebb lemeze a Dead Lovers' Sarabande óta.
La Chambre'D Echo című lemeze volt az, amely 2004-ben nagy változást hozott, mert a megszokott kamarazenei stílust levetve elektromos zenei album volt. Ekkor sok rajongót elveszített. Ezt követte a Les Fleurs du Mal – Die Blumen des Bosenben című lemez, amely sok új rajongót hozott a számára, és a Dead Lovers' Sarabande óta ennek volt a legnagyobb sikere.
Ezután Varney egy három lemezes sorozatot készített, ez volt a Triptychon of Ghosts trilógia. Két középlemez és egy nagylemez került kiadásra. Ezek közül csak az első középlemez, az A Strange Thing To Say lett sikeres. A Have You Seen This Ghost? nagylemezen hallható egy Bonnie Tyler, egy Marianne Faithfull és egy Lionel Richie feldolgozás.
2013-ban kiadta POETICA (all beauty sleeps) című lemezét amely teljes egészében Edgar Allan Poe műveit tartalmazza, Varney által megzenésítve, és felénekelve. Ez lett az énekesnő leghosszabb lemeze, közel 90 perc. Az album sikeresebb volt, mint a Triptychon of Ghosts trilógia három lemeze összesen.
2014-ben kiadta Mitternacht című lemezét, amelyen hallható egy Cher, egy Verne Langdon és egy Julee Cruise feldolgozás is, de a lemez csak a rajongók körében lett sikeres, Varney pedig elindult az anyagi csőd felé.
2017-ben az együttes Facebook oldalán bejelentették, hogy anyagi csődbe mentek, így nem tudják kiadni a The Spiral Sacrifice című lemezüket. A rajongók összefogásának volt köszönhető, hogy végül nem kellett felszámolni az együttest. Másfél év alatt több millió forintnak megfelelő összeget adományoztak a rajongók Varney-nak, továbbá felvásárolták az összes, még megvehető limitált kiadású lemezt.
2018-ban kiadta a The Spiral Sacrifice című lemezét. Ez a lemez a The Inexperienced Spiral Traveller (Aus Dem Schoß Der Hölle Ward Geboren Die Totensonne) újragondolása, mivel Varney sosem barátkozott meg 1997-es lemezével. A The Spiral Sacrifice egy hosszú, több mint 70 perces album, zömében instrumentális zenékkel, és minimális vokállal. Még ebben az évben kiadott mellé egy szintén instrumentális kislemezt.
2019-ben meglepte a rajongóit azzal, hogy minden eddigi zenei stílusát figyelmen kívül hagyva kiadja a Death And Flamingos című lemezét, amely teljes egészében egy death rock lemez, az 1980-as évek stílusában. Az album sikeres lett, és még a régen elpártolt rajongókat is visszahozta. Ezt a lemezt két kislemez követett, még ugyanebben az évben.
Az előadó rajongói nem nézték jó szemmel a lemezt követő két kislemezt, amelynek oka azok nagyon drága mivolta, valamint az, hogy egyik kislemez sem tartalmazott új dalokat, hanem a már hallott dalok lettek újra kiadva, teljesen más borítóképekkel. Sokan túl drágának találták a 2019 nyarán megjelenő "The Boy Must Die" kislemezt amely akkori magyar árfolyamon nézve közel 10 ezer forintnak megfelelő euróba került, és nem tartalmazott új dalt. Az előadó facebook oldalán viszont megerősítette, hogy azért adta ki ezt a kislemezt, mert máskülönben nem biztosított egy következő nagylemez kiadása, anyagi okokból. Az előadó 2013 óta küzd anyagi problémákkal, egyszer már csődbe is ment. Ha a rajongók nem vásárolják fel az összes limitált kiadást, a 2013-as Poetica lett volna az utolsó lemeze, és ezt az előadó maga is elismerte.
2019-ben elmondta egy riportban, hogy soha többé nem készít videóklipeket. Ezt mégis egy közel másfél perces klip követett 2019 év végén, amelyben különféle rovarok láthatóak, az előadó arca mindössze 3 századmásodpercre. Ez volt 2020-as lemezének második promóciós videója.
2020. február 29-én került kiadásra Island Of The Death (Or: The Five Stages Of Mourning), amely tőle szokatlan módon nem lett hosszabb egy óránál. Varney ezen lemezéhez készített saját kezűleg 72 darab ajándéktárgyat, melyek akkori magyar árfolyamon közel 145 ezer forintba kerültek, ám ennek ellenére 21 óra alatt elfogytak. Ez volt harmincegy éves pályafutása első olyan kiadványa, amely nem egy, hanem három bemutató kisfilmet is kapott. A lemez összes limitált példánya elfogyott 16 nappal a kiadás előtt úgy, hogy senki sem hallott a lemezről egyetlen dalt sem, így eladások tekintetében ez lett a legsikeresebb lemeze 2010 óta, ugyanakkor mivel nem volt hallható róla egyetlen dal sem, a kritikai és közönségsiker ezekben az időkben még korántsem volt biztosítva.
A lemez rendhagyó módon, 31 év óta először, nem tartalmazott instrumentális dalt, és nem a halálról szólt, hiába az erre utaló cím, és dallista. A lemez egy viszonzatlan szerelmi történetet mesél el, melyből kiderül, hogy az előadó egy házas férfival folytatott viszonyt, ám a férfi végül feleségét és gyermekeit választotta. A lemez megosztotta a rajongókat a két végletig, bár mindenki elismerte a lemez kiváló zenei alapjait, felrótták neki, hogy az előadó a Mitternacht óta (amit karrierje legunalmasabb lemezeként említenek) nem képes izgalmasat és egyedit alkotni, csak önsajnálkozni míg más kritikák szerint ez az előadó egyik legjobb lemeze, és 2000 óta az első ami hű a gótikus érzelmekhez.
A 2020-as lemez vegyíti az elektronikus darkwave és a death rock zenét, durva dobjátékokkal, viszont ritmikus-refrénes dalvezetéssel, ami nem volt jellemző az előadóra. A lemezen több mint 10 hangszer szólal meg. A lemez mellé bizonyos kiadásokban járt egy DVD, rajta egy 5 perces videóval, és egy fényképalbum is ami az előadót ábrázolja, özvegy képében.

## Zenei és művészi jellemzők
A Sopor Aeternus zenéjében gyökerezik a reneszánsz és barokk zene, a fő hangszerek a rézfúvós, a fafúvós, a vonós, az orgona, a harangok és a gitár. Zenéje 2003 után már magában foglalja az elektronikus és az enyhe gothic rock érzelmeket. Bár a zenekar műfaja a darkwave, Cantodea kijelentette, hogy ő figyelmen kívül hagyja ezt a fogalmat, és ő „csak zenét csinál”, ahogyan ő fogalmazott „a zeném halott gyerekek és sebesült lelkek, ennyi az egész.”
Anna-Varney egyértelműen kijelentette, hogy ő csak magának gyártja a dalait. A fő témák közé tartozik a halál, a viszonzatlan szerelem, a fájdalom, a magány, a szomorúság, a spiritualitás és a kudarc. Egy erős visszatérő téma a transzszexualitás. Több albumon jellemző , hogy Anna meztelen és van hüvelye. De ez mind csak a fotó készítése utáni szerkesztett gyártás. Olykor a spiritualitás és a római istenségek jelennek meg a dalszövegekben. Egyéb természetfeletti emberek az önpusztítás nővére, a kecske, az Öreg úr és a sötétség oldalának Ura.
A 2010-es években kiadott lemezein egyszerre volt jelen az elektronika és a barokk-reneszánsz zene, kritikusok szerint „ekkor talált igazán önmagára az előadó”. 1997-es "The Inexperienced Spiral Traveller" című lemezét tartották a legrosszabb munkájának kritikusok, és az előadó is, pedig ezen a lemezen volt leginkább téma a spiritualitás, görög, római és egyiptomi istenek, és kevésbé a halálvágy. Ez volt az egyetlen lemeze az előadónak amelyet negatívan fogadott a közönség. Nincsen hozzá hasonló előadó ebben a stílusban, három évtizedes pályafutása során népszerűsége töretlen amihez vélhetően az is közre játszik, hogy tíz évente megújul mind dalszövegeiben mint zeneileg. 2018-ig játszott darkwave és gótikus dark valamint dark ambient zenét, és 2019-től már a rock zene felé fordult, azon belül is a régimódi death és dark valamint a gótikus rock zene felé. 2020-ban rock és darkwave egyszerre volt jelen lemezén.
Lemezei mellé fontosak a fotók is amiket az adott érában megjelentet, mert úgy érzi, így teljes az amit csinál.
Blogbejegyzésében azt írta, hogy számára minden lemez olyan, mintha eltemetné a lelke egy darabját a dalokban, ezáltal a lemezek egyfajta sírkövek, és ha végzett az egyikkel, azonnal a következő lemez témája foglalkoztatja. Koncertet többek között emiatt nem ad, mert nem szeretné bolygatni a lelkének azt a részét régebbi dalaival amiket már „eltemetett”.

### Albumok
- Ich Töte Mich Jedesmal Aufs Neue, Doch Ich Bin Unsterblich, Und Ich Erstehe Wieder Auf; In Einer Vision Des Untergangs… (1994)
- Jekura – Deep The Eternal Forest (1995)
- Todeswunsch – Sous Le Soleil De Saturne (1995)
- The Inexperienced Spiral Traveller (Aus Dem Schoß Der Hölle Ward Geboren Die Totensonne) (1997)
- Dead Lovers' Sarabande (Face One) (1999)
- Dead Lovers' Sarabande (Face Two) (1999)
- Songs From The Inverted Womb (2000)
- Es Reiten Die Toten So Schnell (or: The Vampyre Sucking At His Own Vein) (2003)
- La Chambre D'Echo – Where The Dead Birds Sing (2004)
- Like A Corpse Standing In Desperation (2005)
- Les Fleurs Du Mal – Die Blumen Des Bösen (2007)
- Have You Seen This Ghost? (2011)
- Poetica – All beauty sleeps (2013)
- Mitternacht (2014)
- The Spiral Sacrifice (2018)
- Death & Flamingos (2019)
- ISLAND Of The DEATH (...or the five stages of mourning) (2020)

### Kazetták
- Es Reiten Die Toten So Schnell… (1989)
- Rufus (1992) (kiadatlan)
- Till Time And Times Are Done (1992) (kiadatlan)

### EP-k és Remix albumok
- Ehjeh Ascher Ehjeh (1995)
- Voyager – The Jugglers of Jusa (1997)
- Flowers in Formaldehyde (2004)
- Sanatorium Altrosa (Musical Therapy For Spiritual Dysfunction) (2008)
- A Strange Thing To Say (2010)
- Children Of The Corn (2011)

### Singles
- The Goat / The Bells Have Stopped Ringing (2005) Ez a kislemeze igazából két kiadatlan dala a 2001-2002-es érájából
- In Der Palästra (2007)  Ezt a kislemezt úgy adta ki, hogy a CD-n rajta volt a videóklip is
- Imhotep (2011) A 2004-es dal remakeje, szomorúbb, lassabb hangázást kapott
- Reprise: When You Love A Man (2018) Az azonos című dal instrumentális verziója, lassabb, szomorúbb hangzást kapott
- Vor Dem Tode Träumen Wir (2019) Két dal, a Death & Flamingos lemezen hallható verzió és annak instrumentális zenei verziója
- The Boy Must Die (2019) Egyetlen dal, amely a Death & Flamingos című lemezen is hallható, ezen a kislemezen a dalban változtatás nem történt

### DVD-k
- The Goat and Other Re-Animated Bodies (2009)
- Island Of The Dead: DeathHouse (2020)

### Videóklipek
- Deep The Eternal Forest (1995,2005)
- Dead Lovers' Sarabande (Face One) (1999)
- The Dog Burial (1999,2005)
- And Bringer Of Sadness (2000,2005)
- La Chambre D'Echo – Where The Dead Birds Sing – Trailer (2004)
- The Goat (2005)
- In Der Palästra (2007)
- Les Fleurs Du Mal (2007)
- Sanatorium Altrosa (2008)
- A Strange Thing To Say (2010)
- It Is Safe To Sleep Alone (2011)
- Children Of The Corn (2011)
- Island Of The Dead, promó videó (2019)
- DeathHouse (2020) A videó 2010-ben készült de csak 2020-ban adta ki DVD-n, melyet meglepetésnek szánt.

## Fordítás
- Ez a szócikk részben vagy egészben  a   Sopor Æternus & the Ensemble of Shadows című angol Wikipédia-szócikk fordításán alapul.  Az eredeti cikk szerkesztőit annak laptörténete sorolja fel. Ez a jelzés csupán a megfogalmazás eredetét és a szerzői jogokat jelzi, nem szolgál a cikkben szereplő információk forrásmegjelöléseként.
- Ez a szócikk részben vagy egészben  a   Sopor Aeternus & The Ensemble of Shadows című orosz Wikipédia-szócikk fordításán alapul.  Az eredeti cikk szerkesztőit annak laptörténete sorolja fel. Ez a jelzés csupán a megfogalmazás eredetét és a szerzői jogokat jelzi, nem szolgál a cikkben szereplő információk forrásmegjelöléseként.